# BWV
BWV este prescurtarea pentru Bach-Werke-Verzeichnis (din germană: Indicele operelor lui Bach), cel mai cunoscut catalog al operelor muzicale ale lui Johann Sebastian Bach.
Această sistematizare a fost prezentată pentru prima dată de muzicologul german Wolfgang Schmieder în anul 1950. De atunci indicele a suferit o serie de corecturi și adăugiri, dar în structura de bază el a rămas același. 
Operele muzicale ale lui Bach sunt împărțite în categorii și apoi numerotate. 
Numerotarea nu mai este completă, deoarece o parte din piese au fost greșit atribuite lui Bach și au fost scoase din indice. Numerele mai mari de 1080 au fost adăugate ulterior.
Un alt indice renumit al operelor lui Bach este "Bach Compendium", al muzicologilor H.-J. Schulze și Christoph Wolff.

## Cantate sacre - BWV 1-200
- BWV 1 - Wie schön leuchtet der Morgenstern
- BWV 2 - Ach Gott, vom Himmel sieh darein
- BWV 3 - Ach Gott, wie manches Herzeleid
- BWV 4 - Christ lag in Todesbanden
- BWV 5 - Wo soll ich fliehen hin
- BWV 6 - Rămâi la noi, pentru că se face seară
- BWV 7 - Christos, Domnul nostru vine la Iordan
- BWV 8 - Iubite Doamne, când voi muri?
- BWV 9 - Es ist das Heil uns kommen her
- BWV 10 - Meine Seel erhebt den Herren
- BWV 11 - Lobet Gott in seinen Reichen
- BWV 12 - Weinen, Klagen, Sorgen, Zagen
- BWV 13 - Meine Seufzer (Lacrimile mele)
- BWV 14 - Wär Gott nicht mit uns diese Zeit
- BWV 15 - Denn du wirst meine Seele nicht in der Hölle lassen (de Johann Ludwig Bach)
- BWV 16 - Herr Gott, dich loben wir
- BWV 17 - Wer Dank opfert, der preiset mich
- BWV 18 - Gleichwie der Regen und Schnee vom Himmel fällt
- BWV 19 - Es erhub sich ein Streit
- BWV 20 - O Ewigkeit, du Donnerwort
- BWV 21 - Ich hatte viel Bekümmernis
- BWV 22 - Jesus nahm zu sich die Zwoelfe (Iisus i-a luat la El pe Cei Doisprezece)
- BWV 23 - Tu, adevăratul Dumnezeu și fiu al lui David
- BWV 24 - Ein ungefärbt Gemüte
- BWV 25 - Es ist nichts Gesundes an meinem Leibe
- BWV 26 - Ach wie flüchtig, ach wie nichtig
- BWV 27 - Wer weiß, wie nahe mir mein Ende!
- BWV 28 - Gottlob! nun geht das Jahr zu Ende
- BWV 29 - Wir danken dir, Gott, wir danken dir
- BWV 30 - Freue dich, erlöste Schar
- BWV 30a - Angenehmes Wiederau (?)
- BWV 31 - Der Himmel lacht! die Erde jubilieret
- BWV 32 - Liebster Jesu, mein Verlangen
- BWV 33 - Allein zu dir, Herr Jesu Christ
- BWV 34 - O ewiges Feuer, O Ursprung der Liebe
- BWV 34a - O ewiges Feuer, O Ursprung der Liebe
- BWV 35 - Geist und Seele wird verwirret
- BWV 36 - Schwingt freudig euch empor
- BWV 36a - Steigt freudig in die Luft
- BWV 36b - Die Freude reget sich
- BWV 36c - Schwingt freudig euch empor
- BWV 37 - Wer da gläubet und getauft wird
- BWV 38 - Aus tiefer Not schrei ich zu dir
- BWV 39 - Brich dem Hungrigen dein Brot
- BWV 40 - Darzu ist erschienen der Sohn Gottes
- BWV 41 - Jesu, nun sei gepreiset
- BWV 42 - Am Abend aber desselbigen Sabbats
- BWV 43 - Gott fähret auf mit Jauchzen
- BWV 44 - Sie werden euch in den Bann tun
- BWV 45 - Es ist dir gesagt, Mensch, was gut ist
- BWV 46 - Schauet doch und sehet, ob irgend ein Schmerz sei
- BWV 47 - Wer sich selbst erhöhet, der soll erniedriget werden
- BWV 48 - Ich elender Mensch, wer wird mich erlösen
- BWV 49 - Ich geh und suche mit Verlangen
- BWV 50 - Nun ist das Heil und die Kraft
- BWV 51 - Jauchzet Gott in allen Landen!
- BWV 52 - Falsche Welt, dir trau ich nicht
- BWV 53 - Schlage doch, gewünschte Stunde (de Melchior Hofmann)
- BWV 54 - Widerstehe doch der Sünde
- BWV 55 - Ich armer Mensch, ich Sündenknecht
- BWV 56 - Ich will den Kreuzstab gerne tragen
- BWV 57 - Selig ist der Mann (Lehms)
- BWV 58 - Ach Gott, wie manches Herzeleid
- BWV 59 - Wer mich liebet, der wird mein Wort halten
- BWV 60 - O Ewigkeit, du Donnerwort
- BWV 61 - Nun komm, der Heiden Heiland
- BWV 62 - Nun komm, der Heiden Heiland
- BWV 63 - Christen, aetzet diesen Tag
- BWV 64 - Sehet, welch eine Liebe hat uns der Vater erzeiget
- BWV 65 - Sie werden aus Saba alle kommen
- BWV 66 - Erfreut euch, ihr Herzen
- BWV 66a - Der Himmel dacht auf Anhalts Ruhm und Glück, Serenade
- BWV 67 - Halt im Gedächtnis Jesum Christ
- BWV 68 - Also hat Gott die Welt geliebt
- BWV 69 - Lobe den Herrn, meine Seele
- BWV 69a - Lobe den Herrn, meine Seele
- BWV 70 - Wachet, betet, seid bereit allezeit
- BWV 70a - Wachet! betet! betet! wachet!
- BWV 71 - Gott ist mein Koenig
- BWV 72 - Alles nur nach Gottes Willen
- BWV 73 - Herr, wie du willt, so schicks mit mir
- BWV 74 - Wer mich liebet, der wird mein Wort halten
- BWV 75 - Die Elenden sollen essen
- BWV 76 - Die Himmel erzählen die Ehre Gottes
- BWV 77 - Du sollt Gott, deinen Herren, lieben
- BWV 78 - Jesu, der du meine Seele
- BWV 79 - Gott der Herr ist Sonn und Schild
- BWV 80 - Ein feste Burg ist unser Gott
- BWV 80a - Alles, was von Gott geboren
- BWV 80b - Ein Feste Burg ist unser Gott
- BWV 81 - Jesus schläft, was soll ich hoffen?
- BWV 82 - Ich habe genug
- BWV 83 - Erfreute Zeit im neuen Bunde
- BWV 84 - Ich bin vergnügt mit meinem Glücke
- BWV 85 - Ich bin ein guter Hirt
- BWV 86 - Wahrlich, wahrlich, ich sage euch
- BWV 87 - Bisher habt ihr nichts gebeten in meinem Namen
- BWV 88 - Siehe, ich will viel Fischer aussenden
- BWV 89 - Was soll ich aus dir machen, Ephraim?
- BWV 90 - Es reißet euch ein schrecklich Ende
- BWV 91 - Gelobet seist du, Jesu Christ
- BWV 92 - Ich hab in Gottes Herz und Sinn
- BWV 93 - Wer nur den lieben Gott lässt walten
- BWV 94 - Was frag ich nach der Welt
- BWV 95 - Christus, der ist mein Leben
- BWV 96 - Herr Christ, der eing'e Gottessohn
- BWV 97 - In allen meinen Taten
- BWV 98 - Was Gott tut, das ist wohlgetan
- BWV 99 - Was Gott tut, das ist wohlgetan
- BWV 100 - Was Gott tut, das ist wohlgetan
- BWV 101 - Nimm von uns, Herr, du treuer Gott
- BWV 102 - Herr, deine Augen sehen nach dem Glauben
- BWV 103 - Ihr werdet weinen und heulen
- BWV 104 - Du Hirte Israel, höre
- BWV 105 - Herr, gehe nicht ins Gericht
- BWV 106 - Gottes Zeit ist die allerbeste Zeit
- BWV 107 - Was willst du dich betrüben
- BWV 108 - Es ist euch gut, dass ich hingehe
- BWV 109 - Ich glaube, lieber Herr, hilf meinem Unglauben
- BWV 110 - Unser Mund sei voll Lachens
- BWV 111 - Was mein Gott will, das g'scheh' allzeit
- BWV 112 - Der Herr ist mein getreuer Hirt
- BWV 113 - Herr Jesu Christ, du höchstes Gut
- BWV 114 - Ach, lieben Christen, seid getrost
- BWV 115 - Mache dich, mein Geist, bereit
- BWV 116 - Du Friedefürst, Herr Jesu Christ
- BWV 117 - Sei Lob und Ehr dem höchsten Gut
- BWV 118 - O Jesu Christ, meins Lebens Licht
- BWV 118b - O Jesu Christ, meins Lebens Licht (versiunea 2)
- BWV 119 - Preise Jerusalem, den Herrn
- BWV 120 - Gott, man lobet dich in der Stille
- BWV 120a - Herr Gott, Beherrscher aller Dinge
- BWV 120b - Gott, man lobet dich in der Stille
- BWV 121 - Christum wir sollen loben schon
- BWV 122 - Das neugeborne Kindelein
- BWV 123 - Liebster Immanuel, Herzog der Frommen
- BWV 124 - Meinem Jesum lass ich nicht
- BWV 125 - Mit Fried und Freud ich fahr dahin
- BWV 126 - Erhalt uns, Herr, bei deinem Wort
- BWV 127 - Herr Jesu Christ, wahr' Mensch und Gott
- BWV 128 - Auf Christi Himmelfahrt allein
- BWV 129 - Gelobet sei der Herr, mein Gott
- BWV 130 - Herr Gott, dich loben alle wir
- BWV 131 - Aus der Tiefen rufe ich, Herr, zu dir
- BWV 131a - Aus der Tiefen rufe ich, Herr, zu dir
- BWV 132 - Bereitet die Wege, bereitet die Bahn
- BWV 133 - Ich freue mich in dir
- BWV 134 - Ein Herz, das seinem Jesum lebend weiß
- BWV 134a - Die Zeit, die Tag und Jahre macht
- BWV 135 - Ach Herr, mich armen Sünder
- BWV 136 - Erforsche mich, Gott, und erfahre mein Herz
- BWV 137 - Lobe den Herren, den mächtigen Koenig der Ehren
- BWV 138 - Warum betrübst du dich, mein Herz?
- BWV 139 - Wohl dem, der sich auf seinen Gott
- BWV 140 - Wachet auf, ruft uns die Stimme
- BWV 141 - Das ist je gewisslich wahr (probabil de Georg Philipp Telemann)
- BWV 142 - Uns ist ein Kind geboren (probail nu de Bach)
- BWV 143 - Lobe den Herrn, meine Seele
- BWV 144 - Nimm was dein ist, und gehe hin
- BWV 145 - Auf, mein Herz! Des Herren Tag (So du mit deinem Munde bekennest)
- BWV 146 - Wir müssen durch viel Trübsal
- BWV 147 - Herz und Mund und Tat und Leben
- BWV 147a - Herz und Mund und Tat und Leben
- BWV 148 - Bringet dem Herrn Ehre seines Namens
- BWV 149 - Man singet mit Freuden vom Sieg
- BWV 150 - Nach dir, Herr, verlanget mich
- BWV 151 - Süßer Trost, mein Jesus kömmt
- BWV 152 - Tritt auf die Glaubensbahn
- BWV 153 - Schau, lieber Gott, wie meine Feind
- BWV 154 - Mein liebster Jesus ist verloren
- BWV 155 - Mein Gott, wie lang, ach lange
- BWV 156 - Ich steh mit einem Fuß im Grabe
- BWV 157 - Ich lasse dich nicht, du segnest mich denn
- BWV 158 - Der Friede sei mit dir
- BWV 159 - Sehet, wir gehn hinauf gen Jerusalem
- BWV 160 - Ich weiß, dass mein Erlöser lebt (probabil nu de Bach)
- BWV 161 - Komm, du süße Todesstunde
- BWV 162 - Ach! ich sehe, itzt, da ich zur Hochzeit gehe
- BWV 163 - Nur jedem das Seine
- BWV 164 - Ihr, die ihr euch von Christo nennet
- BWV 165 - O heilges Geist- und Wasserbad
- BWV 166 - Wo gehest du hin?
- BWV 167 - Ihr Menschen, rühmet Gottes Liebe
- BWV 168 - Tue Rechnung! Donnerwort
- BWV 169 - Gott soll allein mein Herze haben
- BWV 170 - Vergnügte Ruh, beliebte Seelenlust
- BWV 171 - Gott, wie dein Name, so ist auch dein Ruhm
- BWV 172 - Erschallet, ihr Lieder, erklinget, ihr Saiten
- BWV 173 - Erhöhtes Fleisch und Blut
- BWV 173a - Durchlauchtster Leopold
- BWV 174 - Ich liebe den Höchsten von ganzem Gemüte
- BWV 175 - Er rufet seinen Schafen mit Namen
- BWV 176 - Es ist ein trotzig und verzagt Ding
- BWV 177 - Ich ruf zu dir, Herr Jesu Christ
- BWV 178 - Wo Gott, der Herr, nicht bei uns hält
- BWV 179 - Siehe zu, dass deine Gottesfurcht nicht Heuchelei sei
- BWV 180 - Schmücke dich, o liebe Seele
- BWV 181 - Leichtgesinnte Flattergeister
- BWV 182 - Himmelskönig, sei willkommen
- BWV 183 - Sie werden euch in den Bann tun
- BWV 184 - Erwünschtes Freudenlicht
- BWV 185 - Barmherziges Herze der ewigen Liebe
- BWV 186 - Ärgre dich, o Seele, nicht
- BWV 187 - Es wartet alles auf dich
- BWV 188 - Ich habe meine Zuversicht
- BWV 189 - Meine Seele rühmt und preist (probabil nu de Bach)
- BWV 190 - Singet dem Herrn ein neues Lied
- BWV 190a - Singet dem Herrn ein neues Lied
- BWV 191 - Gloria in excelsis Deo
- BWV 192 - Nun danket alle Gott (unvollständig)
- BWV 193 - Ihr Tore zu Zion (unvollständig)
- BWV 193a - Ihr Häuser des Himmels, ihr scheinenden Lichter
- BWV 194 - Höchsterwünschtes Freudenfest
- BWV 195 - Dem Gerechten muss das Licht
- BWV 196 - Der Herr denket an uns (Psalm 115)
- BWV 197 - Gott ist unsre Zuversicht
- BWV 197a - Ehre sei Gott in der Höhe (incompletă)
- BWV 198 - Lass Fürstin, lass noch einen Strahl
- BWV 199 - Mein Herze schwimmt im Blut
- BWV 200 - Bekennen will ich seinen Namen (incompletă)

## Cantate profane - BWV 201-216
- BWV 201 - Geschwinde, ihr wirbelnden Winde
- BWV 202 - Weichet nur, betrübte Schatten
- BWV 203 - Amore traditore
- BWV 204 - Ich bin in mir vergnügt
- BWV 205 - Zerreißet, zersprenget
- BWV 205a - Blast Lärmen, ihr Feinde!
- BWV 206 - Schleicht, spielende Wellen
- BWV 207 - Vereinigte Zwietracht der wechselnden Saiten
- BWV 207a - Auf, schmetternde Töne
- BWV 208 - Was mir behagt, ist nur die muntre Jagd!
- BWV 208a - Was mir behagt, ist nur die muntre Jagd!
- BWV 209 - Non sa che sia dolore
- BWV 210 - O holder Tag, erwünschte Zeit
- BWV 210a - O angenehme Melodei!
- BWV 211 - Schweigt stille, plaudert nicht
- BWV 212 - Mer hahn en neue Oberkeet
- BWV 213 - Lasst uns sorgen, lasst uns wachen
- BWV 214 - Tönet, ihr Pauken! Erschallet Trompeten!
- BWV 215 - Preise dein Glücke, gesegnetes Sachsen
- BWV 216 - Vergnügte Pleißenstadt (incompletă)

## Alte cantate - BWV 217-224
- BWV 217 - Gedenke, Herr, wie es uns gehet (probabil nu de Bach)
- BWV 218 - Gott der Hoffnung erfülle euch (de Telemann)
- BWV 219 - Siehe, es hat überwunden der Löwe (de Telemann)
- BWV 220 - Lobt ihn mit Herz und Munde (probabil nu de Bach)
- BWV 221 - Wer sucht die Pracht, wer wünscht den Glanz (probabil nu de Bach)
- BWV 222 - Mein Odem ist schwach (de Johann Ernst Bach)
- BWV 223 - Meine Seele soll Gott loben (probabil nu de Bach)
- BWV 224 - Reißt euch los, bedrängte Sinnen (fragment, probabil de Carl Philipp Emanuel Bach)

## Alte opere vocale - BWV 225-252
- BWV 225 - Singet dem Herrn ein neues Lied, Motet
- BWV 226 - Der Geist hilft unser Schwachheit auf. Motet
- BWV 227 - Jesu meine Freude, Motet
- BWV 228 - Fürchte dich nicht, ich bin bei dir, Motet
- BWV 229 - Komm Jesu, komm, Motet
- BWV 230 - Lobet den Herrn, alle Heiden, Motet
- BWV 231 - Sei Lob und Preis mit Ehren, Motet, probabil de Telemann
- BWV 232 - Missa în si minor
- BWV 233 - Missa în fa major
- BWV 234 - Missa în la major
- BWV 235 - Missa în sol minor
- BWV 236 - Missa în sol major
- BWV 237 - Sanctus în C-major
- BWV 238 - Sanctus în D-major
- BWV 239 - Sanctus în d-minor
- BWV 240 - Kyrie eleison, Christe du Lamm Gottes
- BWV 241 - Sanctus în G-major
- BWV 242 - Christos, indura-te în g-minor
- BWV 243 - Magnificat
- BWV 244 - Patimile dupa Matei
- BWV 245 - Patimile dupa Ioan
- BWV 246 - Patimile dupa Luca
- BWV 247 - Patimile dupa Marcu
- BWV 248 - Oratoriul de Crăciun, ciclu de șase cantate
- BWV 249 - Oratoriul de Paști
- BWV 249a - Cantata "Entfliehet, verschwindet, entweichet, ihr Sorgen"
- BWV 249b - Verjaget, zerstreuet, zerrüttet, ihr Sterne. Die Feier des Genius

## Corale - BWV 250-438

### Corale matrimoniale - BWV 250-252
- BWV 250 Înainte de cununie: Was Gott thut, das ist Wohlgethan
- BWV 251 După cununie: Lob und Preis
- BWV 252 După binecuvântare: Nun danket alle Gott
- BWV 253-438 - Corale pe patru voci

## Lieduri și arii - BWV 439-524
- BWV 439-507 - Cântece bisericești și arii din Cartea de cântece a lui Schemelli
- BWV 508-518 - Arii și cântece din cea de a doua Carte pentru Anna Magdalena Bach (1725)
- BWV 519-523 - Cinci cântece bisericești
- BWV 524 - Quodlibet

## Piese pentru orgă - BWV 525-771
- BWV 525-530 - Triosonate
- BWV 531-552 - Preludii și fugi
- BWV 553-560 - Mici preludii și fugi
- BWV 561-563 - Fantezii și fugi
- BWV 564-566a - Toccate și fugi
- BWV 567-569 - Preludii
- BWV 570-573 - Fantezii
- BWV 574-581 - Fugi
- BWV 582 - Passacaglia în c-minor
- BWV 583-586 - Triouri
- BWV 587-591 - Alte piese
- BWV 592-597 - Prelucrări ale unor concerte de Antonio Vivaldi, Alessandro Marcelo și Ernst-August de Saxonia-Weimar;
- BWV 598 - Pedal-Exercitium
- BWV 599-644 - Orgelbüchlein [Cărticica pentru orgă]
- BWV 645-650 - Preludiile de coral Schübler
- BWV 651-668 - Preludiile de coral din Leipzig
- BWV 669-689 - Preludii de coral din partea a treia a "Klavierübung"
- BWV 690-713a - Preludiile de coral Kirnberg
- BWV 714-740 - Preludii de coral
- BWV 741-765 - Preludii de coral
- BWV 766-771 - Partituri și variațiuni ale corului

## Piese pentru clavecin - BWV 772-994
- BWV 772-786 - Invențiuni pe două voci
- BWV 787-801 - Sinfonii (invențiuni) pe trei voci
- BWV 802-805 - Duete
- BWV 806-811 - Suite engleze
- BWV 812-817 - Suite franceze
- BWV 818-824 - Suite diverse
- BWV 825-831 - Partite
- BWV 832-845 - Alte piese
- BWV 846-869 - Clavecinul bine temperat, partea I
- BWV 870-893 - Clavecinul bine temperat, partea a II-a
- BWV 894-902a - Preludii și fugi
- BWV 903-909 - Fantezii și fugi
- BWV 910-923a - Sonate, fantezii și preludii
- BWV 924-932 - Nouă preludii mici din Cartea de clavecin pentru Wilhelm Friedemann Bach
- BWV 933-938 - Șase preludii mici
- BWV 939-943 - Cinci preludii mici
- BWV 944-962 - Fugi
- BWV 963-967 - Sonate
- BWV 968-970 - Alte piese
- BWV 971-987 - 18 transcripții de concerte aparținând unor diverși maeștrii
- BWV 988 - Variațiunile Goldberg
- BWV 989-994 - Diverse arii și variațiuni

## Piese pentru laută - BWV 995-1000, 1006a
- BWV 998 - Preludiu, Fugă și Allegro

## Piese pentru instrumente solo - BWV 1001-1013
- BWV 1001-1006 - 3 sonate și 3 partite pentru vioară solo
- BWV 1007-1012 - Suite pentru violoncel solo
- BWV 1013 - Suita pentru flaut solo în la minor

## Muzică de cameră - BWV 1014-1040
- BWV 1014-1026 - Sonate pentru vioară și clavecin
- BWV 1027-1029 - Sonate pentru viola da gamba și clavecin
- BWV 1027a - Trio pentru orgă
- BWV 1030-1035 - Sonate pentru flaut și clavecin
- BWV 1036-1040 - Sonate pentru două instrumente și clavecin

## Piese pentru orchestră - BWV 1041-1071
- BWV 1041 - Concertul pentru vioară și orchestră de coarde în la minor
- BWV 1042 - Concertul pentru vioară și orchestră de coarde în mi major
- BWV 1043 - Concertul pentru 2 viori și orchestră de coarde în re minor
- BWV 1044 - Concertul pentru clavecin, flaut, vioară și orchestră de coarde în la minor
- BWV 1045 - Concertul în sol major (Fragment)
- BWV 1046-1051 - Concertele brandenburgice

### Concerte pentru clavecin
- BWV 1052 - Concertul pentru clavecin și orchestră în re minor
- BWV 1053 - Concertul pentru clavecin și orchestră în mi major
- BWV 1054 - Concertul pentru clavecin și orchestră în re major
- BWV 1055 - Concertul pentru clavecin și orchestră în la major
- BWV 1056 - Concertul pentru clavecin și orchestră în fa minor
- BWV 1057 - Concertul pentru clavecin și orchestră în fa major
- BWV 1058 - Concertul pentru clavecin și orchestră în sol minor
- BWV 1059 - Concertul pentru clavecin și orchestră în re minor
- BWV 1060 - Concertul pentru două clavecine și orchestră în do minor
- BWV 1061 - Concertul pentru două clavecine și orchestră în do major
- BWV 1062 - Concertul pentru două clavecine și orchestră în do minor
- BWV 1063 - Concertul pentru trei clavecine și orchestră în re minor
- BWV 1064 - Concertul pentru trei clavecine și orchestră în do major
- BWV 1065 - Concertul pentru patru clavecine și orchestră în la minor

### Suite pentru orchestră
- BWV 1066-1071 - Uverturi (suite) orchestrale

## Piese în contrapunct- BWV 1072-1080
- BWV 1072-1078 - canoane
- BWV 1079 - Ofranda Muzicală
- BWV 1080 - Arta fugii

## BWV 1081 - ...
Numerele după 1081 se referă la piese descoperite mai târziu.
- BWV 1081-1089 - Adăugări
- BWV 1090-1120 - Preludii de coral din colecția Neumeister
- BWV 1121-1126 - Adăugări ulterioare

## BWV Apendice

### Apendice II - Piese de proveniență nesigură - BWV Anh.24-155
- BWV Anh.24-41 - Piese vocale
- BWV Anh.42-79 - Piese pentru orgă
- BWV Anh.80-152 - Piese pentru clavecin
- BWV Anh.153-155 - Muzică de cameră

### Apendice III - Piese greșit atribuite lui Bach - BWV Anh.156-189
- BWV Anh.156-170 - Piese vocale
- BWV Anh.171-183 - Piese pentru instrumente cu claviatură
- BWV Anh.184-189 - Muzică de cameră

### Completări ulterioare - BWV Anh.190-213
- BWV 190-200 - Fragmente, piese pierdute
- BWV 201-207 - Piese de proveniență nesigură
- BWV 208 - Piese greșit atribuite lui Bach
- BWV 209-213 - BWV 1998
- BWV deest
- BWV deest BC
- BWV deest Emans
- BWV deest Kast Bach Inc.
- BWV deest Serien
- Piese fără BWV